# Ramon Tremosa i Balcells

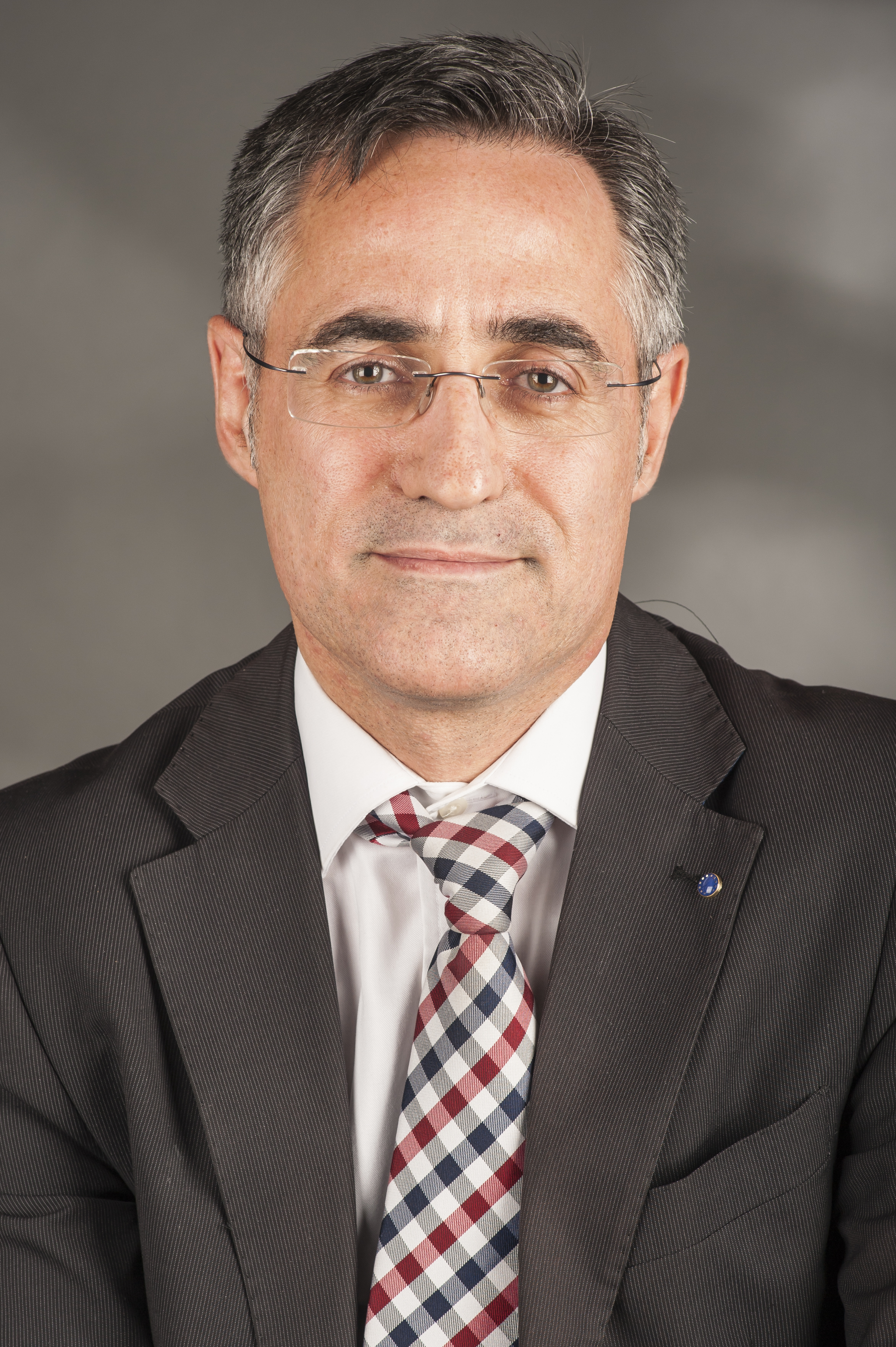
Ramon Tremosa i Balcells (2014)

Ramon Tremosa i Balcells (* 30. Juni 1965 in Barcelona) ist ein spanischer Politiker und Ökonom, Professor im Fachbereich für Wirtschaftstheorie an der Universität Barcelona. Von 2009 bis 2020 war er unabhängiger MEP für Convergència i Unió. 2020 bis 2021 war er Minister in der katalanischen Regionalregierung. Er ist Autor mehrerer Bücher und wissenschaftlicher Artikel über die Geldpolitik, Fiskalföderalismus und die regionale Wirtschaft.

## Biographie

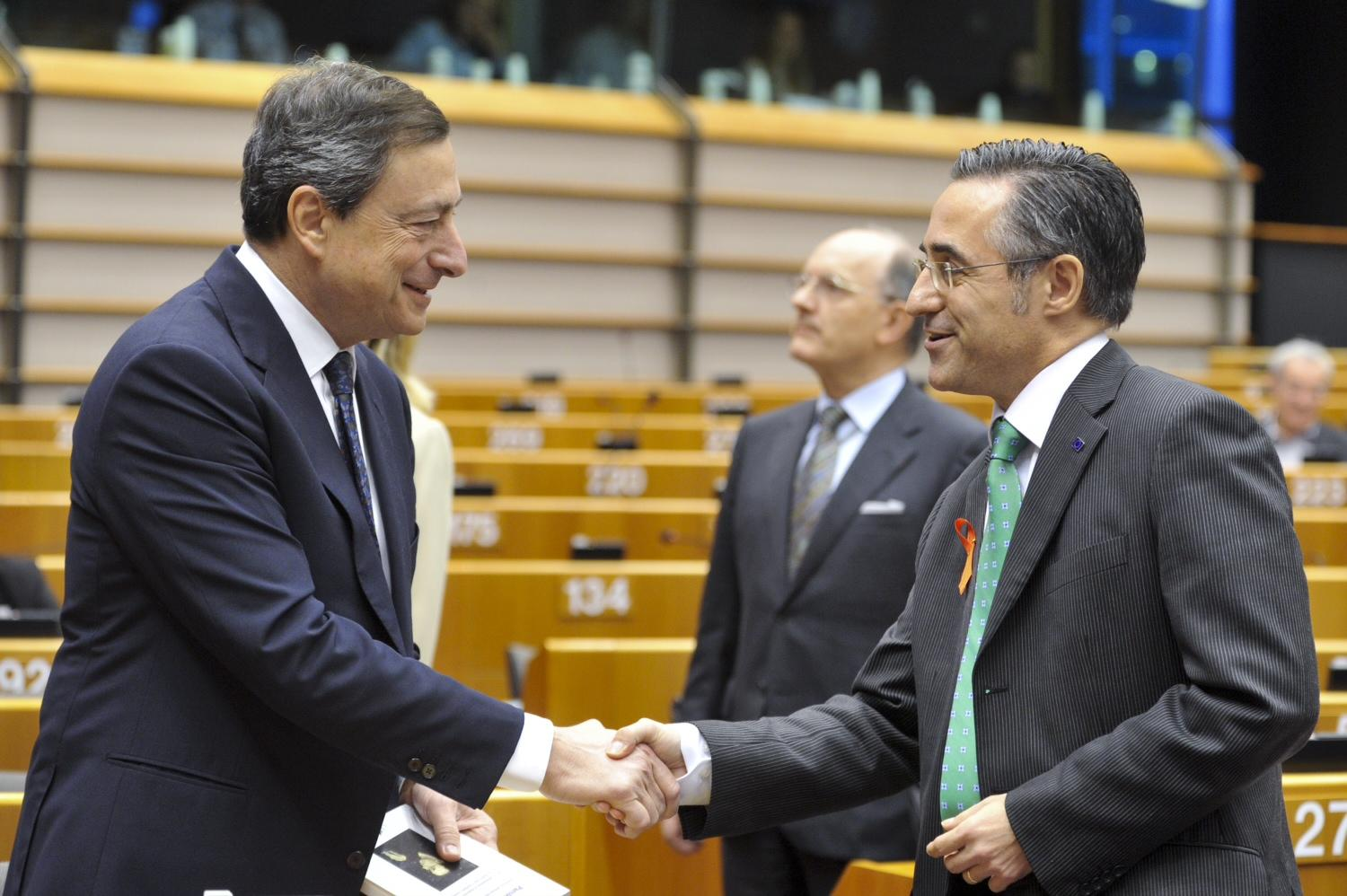
Im Mai 2016, bei der Vorstellung des jährlichen EZB-Berichts mit Mario Draghi, Präsident der europäischen Zentralbank

Ramon Tremosa wurde am 30. Juni als Kind einer ursprünglich aus der Provinz Lleida (der Vater ist aus Arenys de Noguera, Ribagorça und seine Mutter aus El Poal, Pla d’Urgell) stammenden Familie in Barcelona geboren. Bis zum Alter von 15 Jahren lebte er in Sant Boi de Llobregat, wo er die Don-Bosco-Schule besuchte. Später zog er nach Gracia, einem beliebten Stadtviertel in Barcelona, wo er in La Salle das spanische Abitur erfolgreich beendete.
Von 1987 bis 1992 studierte er Wirtschaftswissenschaften an der Universität von Barcelona und arbeitete zugleich in einer Steuerberatung. Er blieb als Doktorand mit Lehrauftrag an der Universität und promovierte 1997. Seine Dissertation hatte den Einfluss der monetarischen Geldpolitik auf die katalanische Fertigindustrie (1983–1995) zum Thema. 1999 schloss er einen weiteren Master in Applied Economical Analysis an der Universität Pompeu Fabra ab. 2006 sprach er sich gegen das katalanische Unabhängigkeitsstatut aus.

## Politische Tätigkeit
Tremosa i Balcells trat als unabhängiger Kandidat auf dem ersten Listenplatz für die katalanische Partei Convergència i Unió (CiU) an und wurde in 2009 in das Europäische Parlament gewählt. Seitdem ist er Mitglied im Ausschuss für Wirtschaft und Währung und stellvertretendes Mitglied in mehreren anderen Ausschüssen. Er hat aktiv an den Debatten über den Mittelmeer-Korridor, die Direktive „European Single Railway Area“ und die Diskussionen über eine gemeinsame Agrarpolitik teilgenommen.
Zu seinen politischen Prioritäten zählen der ökologische Schutz des Ebrodeltas und die Verhinderung von Monopolstrukturen
Im Mai 2014 wurde er als MEP wiedergewählt und ist seitdem auch Mitglied der Delegation für die Beziehungen zu den Vereinigten Staaten. Im Jahr 2014 brachte er zusammen mit Andreas Schwab einen nicht-bindenden Gesetzesentwurf ein, in dem das Europäische Parlament die Kommission aufforderte, die extreme Marktmacht von Google zu untersuchen.
Er schied 2019 aus dem EU-Parlament aus. Im Jahr 2020 wurde er Minister (Conseller de Empresa y Conocimiento) in den katalanischen Regionalregierungen unter Quim Torra und anschließend in der Interimsregierung von Pere Aragonès.

## Privatleben
Tremosa i Balcells spricht fließend Englisch und Italienisch und besitzt Kenntnisse der deutschen Sprache. Er spielt Klavier, sang in mehreren Chören und ist umfassend kulturell interessiert.

## Werke (Auswahl)
- Competitivitat de l´economia catalana en l´horitzó 2010: Efectes macroeconòmics del dèfiit fiscal amb l´Estat espanyol (Die Konkurrenzfähigkeit der katalanischen Wirtschaft im Horizon 2010: Macrowirtschaftliche Effecte des spanischen Steuersystems) – 2003
- Polítiques públiques: Una visió renovada (Staatliche Politik: Eine neue Lackschicht) – 2004
- L´espoli fiscal. Una asfíxia premeditada  (Das spanische Steuersystem, eine absichtlige Erstickung) – 2004
- Estatut de Catalunya, veritats contra mentides (Autonomiestatut: Wahrheiten gegen Lügen) – 2005
- Estatut, aeroports i ports de peix al cove (Autonomiestatut und zentralisierte Flughafen und Häfen) – 2006
- Catalunya serà logística o no serà (Katonien wird logistisch sein, oder sie wird nicht sein) – 2007
- Catalunya, país emergent (Katalonien, ein Schwellenland) – 2008
- Ramón Tremosa, el Sobiranisme necessari (Ramon Tremosa, die Selbstständigkeit ist nötig) – 2009
- Catalonia, An Emerging Economy (Katalonien, eine Swellenwirtschaft) – 2010
- Let Catalonia Vote (Lass die Katalaner wählen) – 2015
- Cinquanta són cinquanta (50 sind 50) – 2015